# Cambio de bandera
Cambio de bandera es una novela del filósofo y escritor español Félix de Azúa, publicada por primera vez en el año 1991 por la editorial Anagrama. 
La novela está dedicada por el autor al escritor Juan García Hortelano.

## Ambientación
El trasfondo político de la novela está inspirado en la Segunda República española, la guerra civil y primer franquismo, si bien, tal y como señala el autor, «todos los acontecimientos y personajes son imaginarios» y «las fechas y buena parte del paisaje son fantásticos y aproximativos».

## Estructura
La novela está narrada en forma de una larga carta enviada a una mujer. Está estructurada en 73 epígrafes cortos, de pocas páginas, agrupados en un «introito» y 23 capítulos.

## Personajes
- Luis. Es el padre de la destinataria de la carta. Es vasco y fue diplomático en China en tiempos de la Segunda República, cuando ambos progenitores de la destinataria de la carta eran novios. Entre ellos existía una diferencia de edad de bastantes años.[3]
- Carmen. Es la madre de la destinataria de la carta. Nacida en la década de 1910, es de Pamplona.